# Music as a Weapon EP
Music as a Weapon é o quinto EP da banda Flyleaf. O EP foi lançado durante a Music as a Weapon III Tour.

## Faixas
| N.º | Título                          | Duração |  |
| 1.  | "Fully Alive" (versão acústica) | 2:40    |  |
| 2.  | "Much Like Falling"             | 2:07    |  |
| 3.  | "Justice and Mercy"             | 2:36    |  |
| 4.  | "Christmas Song"                | 3:27    |  |